# 我的妹妹哪有這麼可愛！角色列表
本列表為日本輕小說家伏見司的作品《我的妹妹哪有這麼可愛！》及其改編的漫畫、電視動畫和遊戲中登場的角色一覽。

## 主要角色
高坂京介（聲：中村悠一、藤田麻美（幼年））
身高175cm，體重60kg，4月出生。
本作的男主角，就讀千葉弁展高等學校，為高中二年級生。沒有特別的長處和短處，是個平凡的高中男生，在生活哲學上也以平凡不追求刺激為宗旨。在家中的地位低到自稱『長男的意見在家中像垃圾一樣』。由於在最近幾年來，被成績優越的妹妹藐視，雖感到莫名其妙，卻也不想去改善兩者關係，某日與妹妹意外相撞撿到從她手提包掉落的「梅露露」的DVD後，得知妹妹有著異於一般人的興趣後還是抱著不歧視的態度並且接納她，也答應幫她保護這些收藏品。
自從得知妹妹不想被別人知道的祕密以後，桐乃便開始找他做「人生諮詢」，也開始了被桐乃強迫玩「和妹妹談戀愛吧♪」、「真妹大殲」多支18禁戀愛冒險遊戲的生活，並靠著這些妹妹推薦的遊戲漸漸了解如何跟妹妹相處。久而久之，雖然嘴巴上嫌麻煩，但其實還是很關心桐乃的。兄妹兩人都把「最討厭對方」掛在嘴邊，但其中一人遇到困難時，另一個人就會挺身而出。
隨著接受妹妹的人生諮詢的日子開始，京介認識了各式各樣的人，包括桐乃所結交的御宅族朋友沙織和黑貓，以及桐乃在學校及模特兒業界的好友綾瀨。在接受人生諮詢的過程當中遇到困難時，京介會向她們尋求協助，而她們之中也有人也會向京介提出人生諮詢的要求，將京介捲入了各式各樣的風波中，又因為他常常毫無自覺地講出性騷擾的言語，便有了「性騷擾學長」、「大變態性騷擾混帳」的稱呼。到了小說第八卷中，京介和黑貓開始交往，但黑貓顧慮到桐乃的心情把京介甩了，在桐乃的質問下黑貓逼她說出了她真正的心意，京介得知桐乃的心情和自己一樣後，加上先前桐乃惹出的假男友風波事件，得知兄妹倆都不能忍受對方有男女朋友，因此京介和桐乃約定「在桐乃交到男朋友前，自己絕對不交女朋友」。
在人生諮詢的過程中，由於為了桐乃而毫不餘力的努力，被大家稱為「妹控」，本人後來也承認這一點了，在升大學考試前一段時間，被家人用這一點為由懷疑京介染指了自己的妹妹，再加上考試將近，要求他搬出去住一段時間直到拿到A判定才可回家，京介於是有段時間在外居住，而桐乃的好友綾瀨則因為她的請求而監視京介的生活一個月，並在這段時間為他準備伙食。
原本個性是個愛管閒事的熱情男子，经常帮助别人並向桐乃炫耀，也被視為超級英雄，但是在初中三年級在帮助樱井秋美回校时中意外导致其受伤，最终在麻奈实的劝导下冷静下来，再加上外婆過世無法安慰難過的妹妹，接受了自己是個普通人的事實，之後便只追求平凡的生活，不再帮助别人，也导致最终被桐乃忽视的原因。直到接受桐乃的人生諮詢開始，才又開始展現他大管閒事的本性，但此時他這麼做完全只是為了替自己的妹妹和朋友盡一份心力而已。
結局拒絕所有女性的告白後在公開場合向桐乃告白，告白被接受後贈與戒指並兩人協議在京介畢業前交往，畢業後秘密結婚，在最後以兩人接吻和遞還戒指作為交往的結束，恢復正常兄妹間的關係。
PSP版的則是後來發現與桐乃是表兄妹，進而結婚，育有一子（高坂涼介）、一女（高坂優乃），家庭美滿，過著幸福的日子。
從情色漫畫老師11卷中桐乃的話裡推測和桐乃仍有曖昧以上的關係。
高坂桐乃（聲：竹達彩奈）
身高165cm，體重45kg，三圍：82/54/81。
京介的妹妹，亦是本作的女主角。就讀私立樱桃学园，國中二年級。網路上的稱呼－「小桐桐（きりりん）」。和平凡的哥哥相反，外表出眾、運動萬能、成績優秀，是全縣成績最優秀學生之一。在流行雜誌擔任模特兒賺了不少錢，然而這些錢也成為她往後的遊戲、動畫DVD的資金。由於對旁人的眼光十分在意，而不敢公開自己的興趣，剛好此時裝在「星塵☆小魔女梅露露（初回限定版）」盒子中的「和妹妹戀愛吧♪（18禁版）」遊戲DVD被哥哥發現，起初雖然不是她的本意，但還是向哥哥商量許多的事情跟問題，後來便強迫哥哥與她玩許多18禁戀愛冒險遊戲。
由於不知不覺間愛上了妹系的萌系動畫和美少女遊戲（不分是否為限制級），開始喜歡逛Kaas SP（かーずSP）和秋葉原Blog（アキバBlog）等網誌，因此經常產生購物衝動，才會有著一整櫃的收藏品；後來這類現象也開始反應在三次元上面，尤其是對五更家的兩位妹妹。
由於想要有能夠熱烈討論她興趣的對象，在京介的建議下加入了SNS社群「宅女集合」，而認識了沙織和黑貓兩位朋友，通常這些人聚會時都是桐乃和黑貓因為意見不合（主要是喜歡的動畫不同）而常常吵架，京介負責吐槽，沙織負責打圓場，形成這樣的互動。但她的興趣曾一度被好友綾瀨發現，兩人因此絕交了一陣子，後來綾瀨也慢慢了解她的興趣，偶爾會有這方面的交談。
在小說第4卷末段，升至國中三年級之前，因為田徑的成績相當優異而去美國留學，但因為她的田徑主要是靠她的努力才有那樣的成績，而在美國則比不上天賦和努力都具備的那些來自各地的菁英選手，因此沒有任何突出的成績，於小說第5卷中，由京介陪同回國。
曾寫過網路小說，在動畫版中其寫的小說「妹都市」在出版受歡迎，還被動畫化；小說版中其小說「妹空」則遭人剽竊。
自從找親哥哥做人生諮詢的那一刻開始，京介就毫不餘力地幫她，因此雖然討厭京介並對他惡言相向、使用暴力不少次，還是有感受到京介開始重視她的心意，在心態上也慢慢轉為成熟。小說第八卷中，京介和黑貓分手時找桐乃哭訴，桐乃便抱持著「由於哥哥都一直幫我，所以我也要幫回去」的心情找黑貓理論，並對著京介與黑貓說希望在哥哥心中自己永遠排在第一名。平常對京介的稱呼都直接對他叫「你」，在這個事件後便直呼京介的名字。
小說第十一卷中，揭露了兄妹真正失和的原因，本來京介在桐乃眼中是她憧憬的完美哥哥，也是哥哥的跟屁蟲，但京介長大時基於男性的自尊只和同性朋友玩在一起，不再和異性的妹妹玩，便把妹妹拋得遠遠地，並對她說「想追就追上來啊」曾因此害桐乃迷路，也是讓桐乃開始練習田徑的原因；而後京介的好管閒事造成櫻井秋美受傷，外婆過世也無法安慰妹妹，在麻奈實的安慰下由好管閒事的個性變成追求平凡的人，桐乃為了讓他刮目相看而開始努力上進，但他仍是一副墮落的樣子，讓她不能原諒京介；同時也認為是麻奈實害的，連帶單方面非常憎恨她。但是這些年歷經這麼多的事件後，她已經感受到她的哥哥不是超級英雄，而是和別人一樣，只是個普通人，因此得知三年前發生的事情後，心情便感到釋懷。
因為模特兒事業的關係，目前正考慮畢業之後是否要再度去國外留學發展。
結局接受了京介的告白和戒指並提出協議兩人在京介畢業前交往。畢業後秘密結婚，在教堂中和京介接吻和遞還戒指後作為交往的結束，而後回復正常兄妹間的關係。
PSP版的則是後來發現與京介是表兄妹，進而結婚，育有一子（高坂涼介）、一女（高坂優乃），家庭美滿，過著幸福的日子。
在情色漫畫老師小說11卷出現，以小桐桐的網路暱稱幫紗霧人生相談，從對話中能推測和京介仍有曖昧以上的關係。

## 高坂兄妹的「裏」朋友
桐乃所加入的SNS群組「宅女集合」的參加者。透過網聚，而認識了沙織和黑貓，並成為桐乃及京介的共同朋友。自此之後，他們便一起去同人誌即賣會、去高坂家。當有事發生的時候，他們都會親身協助桐乃、京介。
槙島沙織（聲：生天目仁美）
身高180cm，體重61kg，三圍：88/60/89。
在作品中只用網路上的稱呼－「沙織·巴吉納」，而本名則在第六卷得知。
就讀國中三年級，作品時間進入第二年後升讀名校高中。有一個名為香織的姐姐，已經結婚及移居海外。
自宅位於距離高坂家稍遠，千葉縣北區海手町的高級住宅區，暫時獨居於屬家庭資產之一的其中一間別墅。房間中收藏及陳列了不少模型、懷舊遊戲、昭和時代的食玩與玩具、以及美少女手辦玩偶。在動畫版中，被設定為神奈川縣橫濱市。
京介為了解決桐乃的煩惱，提議她到社交網站去找志同道合的朋友。而沙織是桐乃加入的社群「宅女集合」的管理人。有著與藤原紀香一樣的身材，戴著深度眼鏡，在背包內插著海報，初期外表為典型的秋葉原系形象。很關心別人，在網聚時還特地邀請無法融入團體的人參加二次聚會，這點在日後令桐乃和黑貓相當感謝。
於第六卷中得知其實是個有氣質的美女，由於形象反差相當大，因此讓京介等人嚇了一跳，黑貓甚至認為這已經達到變身的領域。
目前所戴的眼鏡是來栖彼方所給予的，通常戴上眼鏡的性格常常會成為可靠的領袖以及照顧他人的大姊姊，個性也相當好說話。雖然平時以素顏模樣見人時會害羞，但是第六集後便不再有此傾向。不戴眼鏡時她的真實性格便會顯示出來，在京介和女友分手後曾經用素顏的模樣對京介、黑貓、桐乃等人大發脾氣，在那之後的御宅族打扮有時會融入大小姐的語氣，素顏模樣也會混雜御宅族的用語；第十卷的派對演變成京介照顧爭奪戰時，京介向她求救時甚至還參了一腳，個性較以往反而捉摸不定。但沙織認為不管如何，那都是真實的自己。
小時候曾經被姊姊香織帶到她的社團「小小庭園」的根據地，和社團內的大家玩在一起，在這些人之中和彼方最為親近。但是香織卻因為要結婚而突然解散社團而令沙織感到憤怒，於是發誓要給她好看，正好被彼方看到，於是彼方便把她的眼鏡送給了她，之後便開始扮成御宅族的樣子，並建立屬於自己專屬的社團，結交屬於自己專屬的朋友（桐乃、京介、黑貓）。久而久之，發誓要超越姊姊的目標已經逐漸褪色，取而代之的是希望這些人的友情能夠始終不變。
與姊姊和好後幫助京介在聖誕夜的告白行動，並明確說出自己的姐姐是妹控。
五更瑠璃（聲：花澤香菜）
身高160cm，體重：43kg，生日：4月20日，三圍：77/53/80
和沙織一樣只用網路稱呼－「黑貓」，而本名則在第五卷得知（桐乃第七卷才知道），但作為本作旁白的京介仍然稱呼她為「黑貓」；桐乃則叫她「黑漆漆的」直到溫泉街找黑貓理論時才第一次正式稱呼她黑貓。而在「遊戲研究會」時，社員都會叫她「五更」。
初登場時，就讀國中三年級，住在高坂家的附近，家中小孩除了她之外還有兩個妹妹日向和珠希（參看五更家）。有著和同年齡相比較為矮小的身高、黑色的長髮、修剪得相當整齊的瀏海，左眼下方有顆淚痣。個性相當怕生而對人較冷淡且毒舌，說話常常夾帶著中二用語，但本質上是個賢妻良母型的女生，不但會做菜，也相當照顧她的兩個妹妹。
「妹空」事件中稱呼京介為「哥哥」。在第四卷之後，與京介和麻奈實就讀同一高中，成為他們的學妹，對京介的稱呼也改稱為「學長」。但是因為個性的關係無法融入班上，在京介的提議下一同進入社團「遊戲研究會」。暑假之後卻因為家庭因素搬家、轉學至松戶一帶。
在參加「宅女集合」時打扮成她喜歡的動畫角色「夜魔女王」（此時還會戴上紅色的變色隱形眼鏡），和打扮時髦的桐乃同樣無法融入團體當中而被沙織邀請參加二次集會。非常期待每周播放的動畫「maschera 〜墮入凡間的魔獸的慟哭〜」（和「梅露露」同時段的動畫），被桐乃批評為「中二病動畫」時和她大吵一架，黑貓還被桐乃給蔑稱為「邪氣眼電波女」，黑貓則罵桐乃賤女人（bitch）並將這印象灌輸給妹妹導致日向見到桐乃時稱呼她「bitch小姐」；另外，兩人曾經各自在自己的小說中將以彼此為原型的人物的下場寫得很淒慘。但因為和桐乃一樣，都很想要能夠熱烈討論的對象，所以兩人雖然常常吵架但還是相處得不錯；曾經為了桐乃，幫她贏得「真妹大殲」的限定版。
除了上學穿制服以及在家穿居家運動服以外，平常外出都穿著哥德蘿莉服居多，直到第二年的夏季動漫展才換上桐乃替她選的白色洋裝。根據日向所說，原本家裡父母親買的衣服樣式都很樸素，黑貓便開始自己縫製衣服，包含自己常穿的歌德蘿莉服以及日後和京介約會時的神貓裝。
後來也因為長期相處和種種因素對京介產生了好感，在小說第七卷最後正式跟京介成為戀人，在小說第八卷末因顧忌到桐乃的緣故而提出分手，讓兩人都消沉了一陣子，再加上她要轉學的事情沒知會京介和桐乃等人就突然從他們眼前消失，讓桐乃氣得直接帶著京介直接去找她詢問原因（那時她們家族正因為黑貓失戀的事情而去家族旅行散心），黑貓也道破桐乃在乎京介交女朋友的事情而逼桐乃說出真心話，並說明她希望和京介和桐乃一起生活才會提出分手的要求。因此她並未放棄對京介的感情，之後和情敵綾瀨在彼此和桐乃面前做出開戰宣言。
之後被京介挑明自己不是京介喜歡的人的時候，在京介面前說出類似不會在愛上其他人並詛咒所有戀愛的人後當場大哭，但後來在聖誕夜時也和其他人一同幫助見證京介的告白。
在小說版黑貓if線中，京介因手機故障而沒收到桐乃的訊息，因此並未前往美國帶她回來，也增加了京介與黑貓相處的機會。後來遊戲研究會前往犬槙島合宿，因神隱事件遇到未來的二女兒高坂悠璃(當時化名槙島悠)，並在她與社員們的助攻下被京介告白，兩人正式開始交往，但也忘記神隱事件相關的事情。雖然一度因顧慮桐乃的感情而提出分手，但卻因她的留言與京介的挽留而復合。結局與京介育有一子三女，長女璃乃(活潑中二病父控)、次女悠璃(完美妹妹)、長男京真(叛逆中二病妹控)、三女則未公布名字。
在2011年的ISML國際最萌大賽奪得了藍寶石項鍊以及在2012、2013年的ISML國際最萌大賽奪得了紫水晶項鍊並在2013年的ISML國際最萌大賽獲得冠軍成為萌王。

## 桐乃的「表」朋友
桐乃在學校的朋友以及模特兒的工作夥伴，因為形象關係以及社會大眾的觀感，讓桐乃不敢向她們展現自己御宅族的興趣。綾瀨和加奈子在小說第10卷認識了桐乃的「裏」朋友。
新垣綾瀨（聲：早見沙織）
身高166cm，體重44kg，三圍：80/56/83。
桐乃的同班同學，和桐乃同為模特兒，擁有一頭烏黑亮麗的長髮，就外表而言是京介最喜歡的類型。自我主觀意識非常強，容易自我做結論。
在父親是議員和母親是家教會委員的影響下，對於成人遊戲和御宅族有著強烈的負面偏見。剛成為模特兒時因受到桐乃的許多幫助而非常喜歡桐乃，但是曾經一度發現桐乃的興趣而使兩人絕交了好一陣子，後來在京介的勸解和桐乃的真實告白才勉強認同桐乃的興趣，雖然依然對御宅族有部份的負面見解，但還是試著努力去了解桐乃的興趣。
平時稱呼京介「大哥」（お兄さん），初次見面時就交換了彼此的手機號碼。但在綾瀨和桐乃絕交的這段時間，京介為了讓綾瀨接受桐乃的興趣而東奔西走地搜尋資料再加上桐乃的真情告白，還是無法讓綾瀨放下對御宅族的負面見解，只好自毀形象而豁出去說「我最喜歡的就是妹妹了」，雖然讓綾瀨馬上跟桐乃和好，但因此讓綾瀨認為是京介帶壞桐乃的緣故而將京介視為變態，並且對他有相當的憎恨；再加上京介常常對她性騷擾，因此每當京介對她有性騷擾的言語或是舉動時便會給予殺人迴旋踢之類的制裁攻擊，甚至一度將他的電話設為拒接。但是因為宅話題是她與桐乃無法溝通的話題，遇到這方面的相關事情只能找京介幫忙，以致於常常被他性騷擾。過了一段時間，京介交到女朋友後對她坦言不會再對她性騷擾時，卻因為有被耍的感覺而感到憤怒，之後在京介誠心的道歉下和解也不再對她性騷擾，但綾瀨對此的心情卻感到相當矛盾，反而開始引誘京介對她性騷擾，再高興地對他施展制裁攻擊。
與麻奈實的關係相當好，稱呼她「大姊」（お姉さん），綾瀨把她視為理想中女性的典範。兩人之間私底下也有不少次的電話交流，所以綾瀨常常透過麻奈實得知京介的所作所為，相對的麻奈實也一樣。在知道桐乃和麻奈實的關係惡劣後也答應幫忙調解她們的關係。
在小說第十卷和黑貓初次見面就因為對京介和桐乃方面的意見分歧而大吵了一架，後期互相表明立場後雖然觀點上仍處於對立狀態，但也開始能漸漸和平相處，甚至互相玩起踩對方肚子的遊戲作為她們的溝通手段而一度讓京介和桐乃傻眼。之後受桐乃拜託監視暫時外宿的京介的起居，在這段期間卻遇到跟蹤狂偷拍的事件。在京介的調解下不但解決這件事，也被點出自己早已察覺那段妹控宣言是讓兩人和好的手段，為了維持與桐乃的友情才選擇相信這段謊言，藉此讓綾瀨重新正視自己的內心。在事件結束的一個月後向京介告白，表明自己喜歡他的心意，告白後被京介當場拒絕，曾和情敵黑貓在彼此和桐乃面前宣戰。
在小說版綾瀨if線中，為了瞭解桐乃的興趣而多次向京介諮詢，兩人也逐漸產生感情。一起參觀夏comi後向京介告白，兩人正式開始交往，但也會展現出病嬌的一面。結局與京介育有一女千歲。
2013年ISML國際最萌大會獲得海藍色寶石手鐲。
來加奈子（聲：田村由香里）
身高148cm，體重39kg，三圍：70/51/77。
桐乃和綾瀨的同班同學，也是桐乃的朋友。身材嬌小，髮型是雙馬尾。常常被視為是個笨蛋且個性相當任性妄為。平時對於無關的小事並不會特別注意，但是對於有心的人事物則有特別的記憶力。由於雙親關係很差，受不了的加奈子目前與姊姊來栖彼方一起住在同一所公寓內。
十分害怕綾瀨生氣的樣子，再加上容易相信他人，常常被綾瀨算計，在小說第4卷代替綾瀨應邀參加選美大會（其實是梅露露的角色扮演大會）而打扮成梅露露後的模樣可以說幾乎跟本人沒有兩樣，事後因為被欺騙以及受不了觀眾的狂熱行為，在表演過後隨即抽煙而被抓去警局輔導及被綾瀨等人訓斥。之後與布莉姬共同進入了綾瀨的事務所，開始以偶像cosplay來表演藝術活動，藝名為「小奈奈」（かなかなちゃん）。
和朋友到桐乃家作客時非常瞧不起京介，可說是完全不把他放在眼裡，甚至在假男友事件也沒察覺京介是桐乃的哥哥，但對於cosplay大會認識的「經紀人」頗有好感。剛開始京介擔任綾瀨的假經紀人時，京介稱讚她有表演的才華，她說出她想成為偶像的關係，經常在卡拉OK練歌，參加偶像選拔等比賽，所以對於唱歌表演十分拿手，因為想讓其他人認為自己是天才所以從不讓人看到自己努力的一面；第六卷與布莉姬一起成為梅露露官方的cosplay，此時綾瀨委託京介觀察加奈子是否戒菸，意外看到她敬業、展現出善於照顧他人的一面，雖然常常使喚布莉姬，但兩人的交情也開始轉好。後來在第九卷的「梅露祭」要求綾瀨再度將他帶來做一日經紀人，由於忘記了京介當時使用的名字，此回京介直接告訴他的真名，之後這位經紀人的真實身分是桐乃的哥哥的事也被她知道了。在京介的試探下，對於桐乃是否為御宅族一事並沒有過於負面的偏見。
在小說第十卷中，為了讓吵架中的父母和好，在綾瀨的介紹下，開始跟麻奈實學習做料理，並且將料理分給京介吃作為實驗對象。曾一度加入爭取照顧京介起居的爭奪戰中。
對於戀愛的觀點，比起自己的朋友，她更重視自己當下的心情。
結局在自己出道的梅露露的角色扮演大會舉行演唱會並當眾向京介告白，被拒絕後，向京介說出自己一定會成為成功的偶像讓京介後悔的宣言。
在小說版加奈子if線中，京介在陪同綾瀨參觀夏comi時被加奈子認出真實身分。之後三不五時使喚京介跑腿或陪自己出門，兩人因而逐漸熟悉，並進展至交往。雖然起初兩人的戀情不被祝福，但經過不懈的努力再加上麻奈實的協助，終於得到高坂家的認可。結局與京介育有一女。
宮本蘭（聲：洲崎綾）
桐乃的同學、朋友，亦是模特兒，於第6卷第一章和第9卷「妹妹的新娘禮服」之章出現的人物，本名於11卷公布。對京介印象極差。

## 高校的朋友
赤城浩平（聲：間島淳司）
身高177cm，體重73kg。
京介的朋友，赤城瀨菜的哥哥。足球部社員。對京介和麻奈實之間的關係感到懷疑。標準妹控，根據本人說法他把自己妹妹當成天使。小說第四卷中幫妹妹買同性戀遊戲時讓京介懷疑是不是同性戀（本人強烈否認）。曾經和京介互相比較自己的妹妹有多可愛。
在聖誕夜中為了買限定的BL遊戲，和妹妹假裝情侶並在櫃檯前和同是假裝情侶買限定商品的京介和桐乃撞見後，向店員表示自己和瀨菜是兄妹也是情侶。對於妹妹和真壁交往的事情反對並厭惡真壁叫自己哥哥。

### 遊戲研究會
京介和黑貓在第二年的新學期所參加的社團。
三浦絃之介（聲：井上剛）
身高179cm，體重58kg。
小說第4卷登場（在動畫第4集的夏季同人展中以路人的身分客串登場）。是遊戲研究會的社長，留級次數不詳，只對二次元世界的女性有興趣，因為成人遊戲事件而把京介當兄弟。借給了參加成人遊戲深夜販賣而錯過末班車回家的京介「小法娜號（腳踏車）」，而與京介有著一面之緣的御宅族。
被真壁評價為「超級怪咖」、「變態」。
赤城瀨菜（聲：伊瀨茉莉也）
身高163cm，體重48kg，三圍：89/58/83
小說第5卷登場。赤城浩平的妹妹，高中一年級，是黑貓班上的班長，有著對於自己看不慣的事情就會想去改正的個性。對BL有著異常的熱愛，雖然平常隱藏著自己有著腐女的興趣，卻經常因為BL的話題而導致情緒失控，在社團的迎新派對結束後先後被京介套話以及被黑貓陷害而爆出BL的興趣而大爆走，當場令所有人傻眼。常常把周遭（如遊戲研究會）的男性變成BL情節人物並加以妄想，令人無言，最常妄想的對象是社長和真壁，以及哥哥和京介的配對。夢想是當個遊戲開發人員，本身具有超乎常人的程式debug能力（自稱「第六感」），被黑貓稱為擁有「數位版直死之魔眼」的「魔眼使」。雖然嘴巴上對哥哥赤城浩平說是討厭，但實際上卻是個兄控。
一開始在社團內和黑貓處於不和的對立狀態，但還是成為了好朋友。之後在夏季動漫展認識了桐乃，兩人也因為自己的哥哥過於妹控而相當合得來，亦比較過兩人的哥哥妹控的程度。
結局與遊戲研究會的部員真壁開始交往。
真壁楓（聲：松岡禎丞）
身高156cm，體重53kg。
小說第5卷登場。遊戲研究會的男子部員，高中二年級生。有點童顏，社員中最正常的一人，常常一針見血地吐槽三浦。初時對瀨菜有好感，但深入了解後對她有矛盾的感覺。是瀨菜最主要的妄想對象。
外表看似正常但其實是個悶騷，曾對御鏡光輝把巨乳的手辦磨成貧乳而感到憤怒並破口說出自己是巨乳控。
結局與赤城瀨菜開始交往並稱呼赤城浩平為「哥哥」。

## 次文化業界

### 出版業界
熊谷龍之介
第三卷登場。MEDIASCII WORKS第二編輯部的編輯。隸屬手機書籍課、雷撃文庫課。綽號「布丁」。外表長得跟豪鬼一樣，是一位年紀相當大的男性。
怪癖男
第三卷登場。MEDIASCII WORKS第二編輯部的編輯。
伊織·F·剎那（聲：伊藤靜）
第三卷登場。二十五、六歲左右，混血兒。中間名的F為Fate。本名是由父母改的，因為常被其他人說像是動畫或輕小說中出現的名字，所以本人覺得很丟臉，討厭此名。
本角色在原作、動畫中有明顯的差異。
原作中
雷撃文庫的女性作家，利用熊谷龍之介的名片騙取桐乃《妹空》的文稿並據為己有出書。
動畫版中
MEDIASCII WORKS的編輯。

### 動畫業界
在動畫版第8話中，將桐乃所寫的輕小說「妹都市」動畫化的相關人物。本集為動畫版原創內容。
一之瀨真一（聲：飯島肇）
動畫版第8話登場。動畫版「妹都市」的導演。
三津野泰三（聲：千葉一伸）
動畫版第8話登場。動畫版「妹都市」的系列構成、編劇。

### 演藝相關業界
布莉姬·伊凡斯（Bridget Evans，聲：久野美咲／茅野愛衣）
身高151cm，體重43kg，三圍：76/59/79
第四卷登場，英國出身的少女，10歲，是「星塵☆小魔女梅露露COSPLAY大會」第一屆的優勝者，COS的是梅露露的好友－阿爾法·奧米加（アルファ・オメガ），第二屆作為種子的一號出場，卻以一分差距被來栖加奈子的滿分打敗。後來和加奈子一起進入綾瀨的事務所。
父親是位身材魁梧的巨漢，加奈子曾一度誤以為他是變態而拼命保護布莉姬，誤會解開後布莉姬開始喜歡加奈子，和她交情變得很好。
星野克拉拉（聲：田村由香里）
第4卷登場。為梅露露配音的聲優，星野綺拉拉的妹妹。
有抽菸的習慣，加奈子曾經見到克拉拉抽菸。

## 時裝業界
藤真美咲（聲：淺川悠）
第七卷登場。「ETERNAL BLUE」的女社長。曾當過模特兒的服裝設計師，在時裝界有相當的地位。由於看上了桐乃的發展性，希望她去國外發展，一度讓桐乃策畫假男友作戰而引發不少風波。
御鏡光輝（聲：井口祐一）
身高164cm、體重54kg。
第七卷登場，目前與哥哥住外面。桐乃在時裝業界的工作夥伴。與京介同年的高中生。會進入時裝業界是因為受到小時候看的動畫影響。與桐乃的興趣相近，在作中第2年的夏季漫展中與桐乃聊了關於動畫及成人遊戲的話題而十分合得來。同時在假男友風波中，被桐乃找來當假男友。
第八卷時在京介的介紹下認識了遊戲研究會的成員，彼此之間也相當合得來。
由於被京介形容為「男生版的桐乃」，對京介來說是個不受歡迎的人，不過因為有社會經驗，京介也有找他商量一些事情。

## 「小小庭園」關係者
沙織的姊姊香織創立的御宅族社團，在香織結婚後解散。
槙島香織（聲：桑島法子）
沙織的姊姊。御宅族社團「小小庭園」的創辦者，屬於自由奔放、及時行樂的類型，將沙織引入御宅族的世界，卻離開沙織移居美國，因此沙織對姊姊的印象極差。第九卷中沙織曾說：「姊姊是我生命中的大魔王。」
動畫版中已與妹妹沙織和好並在聖誕夜幫助京介的告白行動，在車上時被沙織說出自己是妹控。
PSP遊戲續篇由伏見老師所執筆的沙織線有說明香織解散「小小庭園」的理由以及被沙織討厭的原因。
來彼方（聲：釘宮理惠）
「小小庭園」的主要成員。加奈子的姊姊，也是黑貓最喜歡的動畫『MASCHERA 〜墮入凡間的魔獸的慟哭〜』的原作者，亦曾經畫過梅露露的同人誌。
擁有七個筆名的漫畫家，每個筆名都有獨特的作風和筆觸，依靠戴上不同的眼鏡來實現轉換。圓眼鏡時為「月見里Ganma」（やまなしがんま），擅長刻畫唯美黑暗世界觀、紅框眼鏡時為「春日春香」（かすが はるか），擅長現實筆觸的連環漫畫。
在沙織最初加入小小庭園時，與沙織最為親近，同時也是讓沙織成為御宅族影響最大的人。沙織所戴的圓眼鏡正是彼方所贈與的。
真田信也（聲：加藤將之）
槙島香織的御宅族朋友，「小小庭園」的成員。
擁有女性般的端整外貌，黑髮，身形瘦削，皮膚白皙。曾是中二病患者，自封稱號「闍之皇子」（闇の皇子）。
彼方稱呼他「學長」，沙織推測兩人可能是同校的學長學妹，不過未完全證實。
星野綺拉拉（聲：佐倉綾音（動畫第一期&PSP遊戲）、田村由香里（動畫第二期&廣播劇））
星野克拉拉的姊姊，亦是「小小庭園」的其中一名成員。
現任女僕咖啡廳「漂亮庭園」的女僕，稱呼沙織「上尉」，叫京介「大哥哥」。

## 親屬關係

### 高坂家
高坂大介（聲：立木文彦）
高坂家一家之主，京介和桐乃的父親，原作中未提及本名。為人古板正直，但完全不在意二手菸對子女的傷害，在京介眼中有如黑社會老大的氣勢和威嚴，但實際職業卻是警察。對事件的洞察能力很強，能在短短數句談話內察覺京介對妹妹嗜好涉入的程度。對御宅文化有者跟世俗人一樣的偏見，認為都是會導致兒女不好成長而禁止。但實際上外表古板嚴苛的他也仍然有容許兒子抒發意見的寬容，並不會主張父親權威拒絕兒女溝通，並且在小說第二卷中提及因為被京介吼過對御宅族「什麼都不知道，就不要亂說」，主動去搜集關於美少女動畫、遊戲及新聞的資料去了解御宅族的知識，為的是如果這些事物真的危險致足以影響少年心性時，可以及時阻止與保護。
高坂佳乃（聲：渡邊明乃）
京介和桐乃的母親，家庭主婦。原作中在小說第十卷中提及本名。平時沒事喜歡煮咖哩（喜歡大辣），對於桐乃的活躍感到相當自豪。進入房間前不會敲門，而令京介造成困擾。有著口風非常不緊的大嘴巴。

### 田村家
住在高坂家的附近，經營和菓子「田村屋」。。屋子为古老的和风风格，所售的和菓子受到女性顾客好评。京介在幼时经常光顾，所以两家关系比较亲密 。
田村麻奈實（聲：佐藤聰美）
身高160cm，體重50kg，三圍：84/59/86，生日：5月4日
和京介同年的青梅竹馬，稱呼京介「小京」（きょうちゃん）。喜歡收集枕頭。以京介角度來看，是一個各方面都很平凡帶有點天然呆平凡女孩，實際上麻奈實在學校中很受男性學生的矚目，但因為與京介每日形影不離的相處，使得追求者自動知難而退。因麻奈實不時幫助京介念書，京介才能維持成績水準。對京介而言，是在身邊便會心情很好的關係，也是值得信賴的商量對象，更是他心靈的避風港。但因京介的遲鈍使得兩者關係尚未突破青梅竹馬的界線，對京介而言感覺麻奈實就像老婆婆對孫子說教一樣。
平時講話的語氣都非常溫和，生氣的時候從表情和語氣也很難看出她在生氣；不過就京介所言，一旦真的惹麻奈實生氣，他就會嘗到比死還要恐怖許多的體驗。
在國中時期，京介愛管閒事及逞英雄的個性讓麻奈實很頭痛，曾經一度看見京介逞英雄後被父親教訓的樣子而大哭，對於這樣的行為以及鼓勵他這麼做的人抱持著反對的態度。她認為京介和大家一樣，只是個普通人，沒有必要當超級英雄以及愛管閒事的濫好人。後來接連發生林間教學的意外事件以及京介外婆過世的消息，京介自責自己在這時什麼都不能做，麻奈實再度告訴他只是個普通人，沒有必要逞強，使京介不再多管閒事，但也埋下了使她和桐乃的關係開始產生裂痕的導火線。後來發覺京介開始接下桐乃的人生諮詢後，又開始恢復成從前的樣子，不過這點被桐乃否定。
雖然小時候和桐乃的關係也很好，桐乃小時候叫她「小奈」（まなちゃん），但是三年前的事故發生後，桐乃對於京介變得墮落認為是麻奈實害的，除了開始真正討厭京介也連帶開始憎恨麻奈實，更以「土氣女」（地味子）暗貶她的樸實相貌。在一次夜晚的對談當中，得知三年前發生的事件後算是修復了兩人之間的關係。
和京介身邊的人物關係都很好。雖然初次與黑貓見面時黑貓因為怕生的緣故對她反應冷淡，但小說第十卷和麻奈實準備京介喬遷新居的派對時跟著她一起負責料理，給了她高度的評價；對綾瀨而言，麻奈實是她理想的女性，兩人之間有不少次的電話交流，尤其是關於京介的事情，因此兩人都會從彼此之間知道京介的所作所為；在綾瀨的介紹下，她也是指導加奈子做菜的人。
雖然長期的相處而言，麻奈實早已對京介有好感，可是比起自己的感情，她更希望京介能夠獲得幸福，但在他和黑貓交往後開始有不甘心的感覺，因此決定變成會讓京介所喜歡的女性。目前頭髮還在留長中。
最後在京介畢業的那天跟京介和桐乃他們表明對兄妹交往持反對意見，跟桐乃大打出手後向京介告白，被拒絕後獨自離去。
田村岩男（聲：大津田裕美）
身高163cm，體重52kg。
麻奈實的弟弟，14歲的國中二年級生，本來是飯鍋蓋頭，想剪skinhead（光頭）但被爺爺騙了剪個五厘頭（平板頭），未剪髮之前戴黑框眼鏡，之後改戴隱形眼鏡。與姊姊一樣是天然呆，喜歡聽西洋音樂，尤其是R&B，曾參與社交網絡服務（Social Network Service，SNS）組織的R&B的線下會（offline meeting）。要求別人叫他Rock。
田村家的爺爺（聲：樫井笙人）
田村姐弟的祖父。超級活潑的老頭，認定自己孫女會與主角在一起。
田村家的奶奶（聲：片貝薰）
田村姐弟的祖母。田村爺爺的剋星。認定自己孫女會與主角在一起。
田村家的爸爸
第3卷登場。田村姐弟的爸爸。

### 五更家
黑貓（五更瑠璃）的家庭成員。由於桐乃萌妹的關係，黑貓反對讓她的妹妹和桐乃見面，但是彼此之間還是見到了，景象之慘烈讓京介和黑貓不禁搖頭。於小說第8卷、動畫版第9話、網路廣播第8回及動畫版BD/DVD第1卷附屬短編「墮天聖的追憶（堕天聖の追憶）」等登場。
五更日向（聲：花澤香菜）
於網路廣播第8回、小說第8卷登場，為黑貓的二妹，性格與黑貓完全相反。小學五年級生，三姊妹中最正常的一人，對於黑貓的中二病性格抱持著同情和溫暖的目光。
有著活潑外向、人小鬼大的個性，卻因為小惡魔的性格喜歡捉弄姊姊而常常被她「教育」。
和京介相當合得來，且相當感謝桐乃和姊姊做朋友。
稱呼瑠璃「瑠璃姊」。
五更珠希（聲：小倉唯）
於動畫版第9話、小說第8卷登場，為黑貓的三妹。小學一年級生，個性天真無邪但也較怕生內向。喜歡卡通梅露露。
稱呼瑠璃「姊姊大人」。聽到黑貓和珠希的互動之後，京介認為這已經對她造成不良影響了。
在小說版綾瀨if線與黑貓if線結局中皆成為小學老師，黑貓if線中也揭露珠希曾有作為「第二代黑貓」的中二黑歷史。

## 其他角色
ClariS
在第九卷以參與活動形式登場，雙人歌手組合，中學生時代時透過niconico動畫的「試著自己唱」動畫（動画）出道的二人組，成員分別是愛莉絲（アリス）和克拉拉（クララ）。
现实的ClariS正是動畫版主題曲的主唱。
莉亞·哈格麗（Ria Hagry，聲：木戶衣吹）
身高153cm，體重44kg，三圍：75/55/80
第六卷登場，桐乃留學美國時的室友。12歲，被桐乃稱為「世界上跑得最快的小學生」。曾經為了確認為何桐乃能夠跑贏她而造訪高坂家（小說第6卷第四章），喜歡惡作劇。
筧沙也佳
12歲，小學六年級，身高155cm。
「Lovely My Angel 綾瀨 Fans Blog」（ラブリーマイエンジェルあやせたんファンブログ）的博主。綾瀨的狂熱fan及跟蹤狂，由于京介被母亲要求单独備考一个月时被綾瀨照顾时，以为綾瀨有了男朋友以怨怒，并偷袭京介和綾瀨。后来经解释后谅解。
櫻井秋美（聲：佐仓绫音）
頭上戴有蝴蝶結髮箍，於第十一卷登場。
京介中學三年級的同班同学，起初与别人不合群，为了能有正当理据不上学而成绩优秀，不上学后经常去游戏中心游玩，但一个游戏只有三分钟热度，父母外出工作，自己独自在家，生活比较邋遢。后来在京介的劝导下回校，并对京介逐渐有好感。
在学校旅行（林間學校）时，准备向京介表白时摔崖受伤并强制转学。后来通过其有玩“妹游城”而重新联系，并正式向京介表白，結局被京介拒絕。